# Naoyuki Tomomatsu
Naoyuki Tomomatsu (友松直之?, Tomomatsu Naoyuki; Ōsaka, 1967) è un regista e sceneggiatore giapponese.

## Biografia
Debuttò nel 1997, dirigendo Eat the Schoolgirl, film erotico-horror iperviolento appartenente al pinku eiga, ispirato a pellicole quali Su su per la seconda volta vergine e Angeli violati. Nel 2001 diresse Stacy, film sugli zombi atipico, in quanto mescola splatter, ironia e scene romantiche. Tra il 2005 e il 2006 diresse quattro film: due realizzati per il V-Cinema, un film drammatico e l'horror-parodia Zombie Self-Defense Force - Armata mortale, che contiene vari omaggi al cinema horror statunitense, soprattutto a George A. Romero. Nel 2008 e nel 2009 girò due film pornografici, quindi sempre nel 2009 co-diresse insieme a Yoshihiro Nishimura la commedia-horror Vampire Girl vs. Frankenstein Girl.

## Filmografia

### Regista
- Eat the Schoolgirl (Kogyaru-gui: Oosaka terekura hen) (1997)
- Stacy (ステーシー) (2001)
- Akai tejō: shikeishuu Saori (2005)
- Kiss me or kill me: Todokanakutemo aishiteru (2005)
- Odoru yakuza: kumichō wa, watashi!? (2005)
- Zombie Self-Defense Force - Armata mortale (Zonbi jieitai) (2005)
- Joshū ayaka: Itaburi mesu chōkyō (2008)
- Waisetsu seirakuen: Ojisama to watashi (2009)
- Vampire Girl vs. Frankenstein Girl (Kyūketsu Shōjo tai Shōjo Furanken) (co-regia con Yoshihiro Nishimura) (2009)
- Rape Zombie: Lust of the Dead (Reipu zonbi: Lust of the dead) (2012)
- Rape Zombie: Lust of the Dead 2 (2013)
- Rape Zombie: Lust of the Dead 3 (2013)

### Sceneggiatore
- Eat the Schoolgirl (Kogyaru-gui: Oosaka terekura hen) (1997)
- Love Ghost (Shibito no koiwazurai) di Kazuyuki Shibuya (2001)
- Genkaku di Takeshi Miyasaka (2005)
- Kiss me or kill me: Todokanakutemo aishiteru (2005)
- Zombie Self-Defense Force - Armata mortale (Zonbi jieitai) (2005)
- Kujira: Gokudo no Shokutaku di Kazuhiro Yokoyama (2009)
- Vampire Girl vs. Frankenstein Girl (Kyūketsu Shōjo tai Shōjo Furanken) (co-regia con Yoshihiro Nishimura) (2009)
- Rape Zombie: Lust of the Dead (Reipu zonbi: Lust of the dead) (2012)